# ميخائيل بولتر
ميخائيل بولتر (بالإنجليزية: Michael Boulter)‏ هو إحاثي وعالم نبات بريطاني، ولد في 1942.